# Louise Mushikiwabo

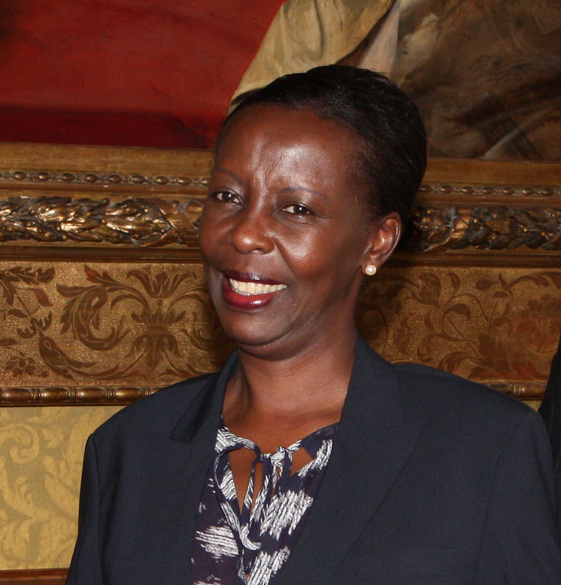
Louise Mushikiwabo (2013)

Louise Mushikiwabo (* 22. Mai 1961 in Kigali, Ruanda) ist eine ruandische Politikerin der Ruandischen Patriotischen Front (RPF). Sie ist seit dem 12. Oktober 2018 Generalsekretärin der Organisation der Frankophonie. Sie war vom 3. Dezember 2009 bis 18. Oktober 2018 Außenministerin im Kabinett Paul Kagame. Im Jahr 2020 wurde sie von der Zeitschrift Forbes zu den 50 mächtigsten Frauen Afrikas gezählt.

## Leben
Louise Mushikiwabo wurde am 22. Mai 1961 in der Hauptstadt von Ruanda, Kigali, geboren. Ihre Familie gehört zu den Tutsi. Mushikiwabo studierte von 1981 bis 1984 an der Université nationale du Rwanda in Butare Englisch. Danach unterrichtete sie an einer High School in Kigali. 1986 setzte sie das Studium an der University of Delaware fort, wo sie 1988 einen Masterabschluss in Sprachen und deren Übersetzung mit Fokus auf Französisch erhielt. Mushikiwabo lebte 22 Jahre in den Vereinigten Staaten und danach kurz in Tunesien, wo sie für die afrikanische Entwicklungsbank arbeitete. Im März 2008 trat sie dem ruandischen Kabinett bei. Bis 2018 war sie Außenministerin von Ruanda. Auf dem Gipfeltreffen der Organisation der Frankophonie (OIF) in Jerewan in Armenien wurde sie am 12. Oktober 2018 zur neuen Generalsekretärin gewählt und löste damit die Kanadierin Michaëlle Jean ab. 2020 wurde sie von der Zeitschrift Forbes zu Afrikas 50 mächtigsten Frauen gezählt.
Nebenbei betätigt sie sich auch als Autorin. So ist sie Koautorin des Buches Rwanda Means the Universe (St. Martin’s Press, 2006), das sich mit dem Genozid an den Tutsi 1994 beschäftigt. Sie veröffentlicht regelmäßig Beiträge in Zeitungen und Online-Magazinen. 2004 wurde sie von der American University’s School of International Studies mit dem Outstanding Humanitarian Award ausgezeichnet.

## Familie
Ihr Bruder Lando Ndasingwa war der einzige Minister im letzten Kabinett von Habyarimana, der zu den Tutsi gehörte. Er wurde am 7. April 1994 zu Beginn des Völkermords in Ruanda getötet.